# Vengeance Falls
Vengeance Falls es el sexto álbum de estudio de la banda de heavy metal estadounidense Trivium. Lanzado el 9 de octubre de 2013 en Japón, el 14 de octubre de 2013 en Reino Unido y el 15 de octubre de 2013 en Estados Unidos, por Roadrunner Records.

## Lanzamiento
En enero de 2013, el bajista Paolo Gregoletto publicó fotos de la banda trabajando en un nuevo álbum. En una de las fotos, el vocalista y guitarrista principal, Matt Heafy, está sentado al lado de David Draiman, vocalista de la banda Disturbed. Más tarde, Paolo confirmó que David iba a ser el productor del álbum.
En una entrevista con Thrash Hits, David reveló el título del álbum, Vengeance Falls. Matt, en particular, está muy satisfecho con el trabajo de David en el álbum.

## Canciones
Todas las canciones escritas y compuestas por Trivium, except where noted. 
| Edición estándar |                                   |          |  |
| N.º              | Título                            | Duración |  |
| 1.               | «Brave This Storm»                | 4:29     |  |
| 2.               | «Vengeance Falls»                 | 4:13     |  |
| 3.               | «Strife»                          | 4:29     |  |
| 4.               | «No Way to Heal»                  | 4:05     |  |
| 5.               | «To Believe»                      | 4:32     |  |
| 6.               | «At the End of This War»          | 4:47     |  |
| 7.               | «Through Blood and Dirt and Bone» | 4:26     |  |
| 8.               | «Villainy Thrives»                | 4:54     |  |
| 9.               | «Incineration: The Broken World»  | 5:52     |  |
| 10.              | «Wake (The End Is Nigh)»          | 6:00     |  |

| Special Edition |                                                                  |          |  |
| N.º             | Título                                                           | Duración |  |
| 11.             | «No Hope For the Human Race»                                     | 3:59     |  |
| 12.             | «As I Am Exploding»                                              | 5:49     |  |
| 13.             | «Skulls... We Are 138» (Misfits cover; escrito por Glenn Danzig) | 3:31     |  |

| Japanese bonus track | |          |  |
| N.º                  | Título                                                                                              | Duración |  |
| 14.                  | «Losing My Religion» (R.E.M. cover; escrito por Bill Berry, Peter Buck, Mike Mills y Michael Stipe) | 4:40     |  |

- Datos: Q14624869